# Abraham Arfwedson
Abraham Arfwedson, född 1698 i Stockholm, död 10 april 1779, var en svensk grosshandlare. Han var far till Carl Kristoffer Arfwedson och Anders Arfwedson.
Abraham Arfwedson var son till grosshandlaren Anders Arfwedson (1650-1706) och bror till Jacob Arfwedson. Han var gift med Maria Elisabet Pauli, dotter till textilfabrikören Christoffer Pauli. Arfwedson blev borgare i staden 1727. Han fortsatte att driva och utvidga den av fadern grundade kattunfabriken på Hornsgatan i Stockholm och upprättade även andra företag, bland annat en dosfabrik. Sina största affärsframgångar hade han dock som handelsman och inom den tillsammans med sina bröder startade handelsfirma med en betydande förlagsrörelse som gjorde familjen Arfwedson till Stockholms främsta handelsmannafamilj under 1700-talet. Arfwedson var även teoretiskt-merkantilt intresserad, vilket tog sig uttryck i ett antal till regeringen inlämnade projekt mot växelkursens stegring. Mest kända blev brödernas firma genom de handelskompanier som firman startade. 12 augusti 1745 erhöll de 20 års privilegium på havsfiske av sill och torsk, val och säl i Nordsjön och Östersjön. En fiskerisocietet inrättades för att finansiera verksamheten och dess regler antogs 13 januari 1746. Stora förhoppningar knöts till företaget, Adolf Fredrik blev dess beskyddare och portugisiska judar erhöll tillstånd att flytta in till Sverige och bosätta sig i Stockholm eller Göteborg om de understödde societeten med kapital. Bröderna Arfwedson kom att bli societetens ständiga direktörer. Även om man från 1747 upplevde en stark uppgång i sillfisket kom företaget aldrig att få någon större omfattning, antalet fiskebåtar översteg aldrig fyra. Ovilja från andra handelsmän ledde till att privilegiet inskränktes till att endast avse fiske med buysar på det "holländska sättet", 1754 inskränktes monopolet och upplöstes 1757. Det kom dock att innebära ett första genombrott för storskaligt havsfiske i Sverige.
År 1745 inrättade firman ett västindiskt kompani, som från 1746 erhöll ett 20-årligt monopol på handel och sjöfart på alla de afrikanska och amerikanska, hamnar, orter och strömmar, varest antingen andre nationer hava en fri och öppen, handel eller ock ingen annan europeisk nation sig ännu inrättat. På grund av spanska ministerns protester tordes dock aldrig kompaniet starta någon verksamhet, och avsade sig redan samma år privilegiet
År 1746 lyckades firman genom stora löften fått regeringens resolution på att få överta privilegiet från Svenska Ostindiska Companiet. Privilegierna kom dock slutligen att få stanna hos det gamla kompaniet.